# Catherine Bellis

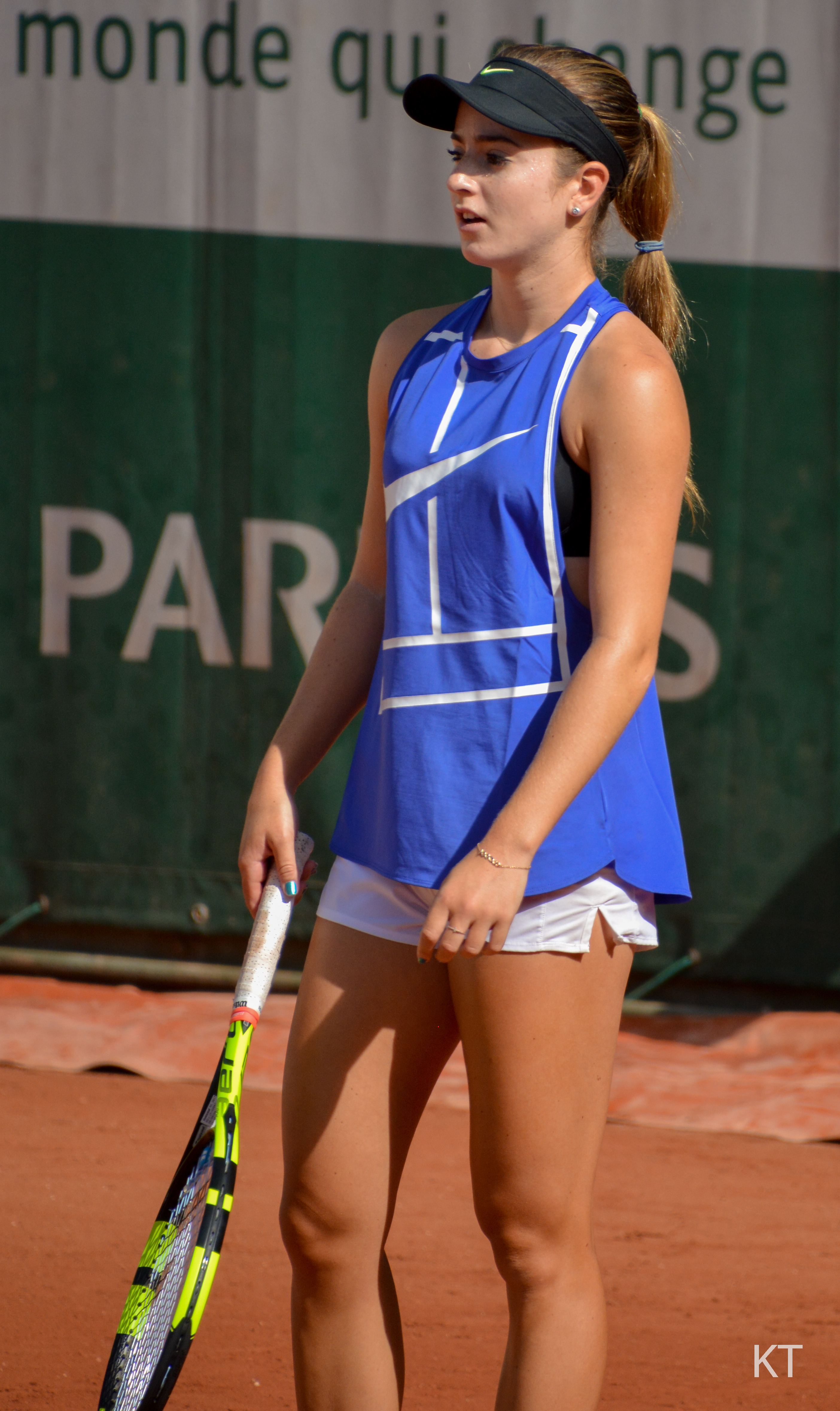
Roland Garros 2017

Catherine Cartan (CiCi) Bellis (San Francisco, 8 april 1999) is een tennisspeelster uit de Verenigde Staten van Amerika. Zij begon op driejarige leeftijd met tennis. Haar favoriete ondergrond is hardcourt. Zij speelt rechtshandig en heeft een tweehandige backhand.

## Loopbaan
In augustus 2014 verdiende Bellis een wildcard voor het enkelspeltoernooi van het US Open, door het winnen van het nationaal juniorenkampioenschap van de USTA. Tot dat moment had zij nog niet aan een WTA-toernooi deelgenomen. Met haar vijftien jaar en 140 dagen was zij niet alleen de jongste deelnemer (van het volwassenentoernooi), maar zelfs was zij de jongste grandslamdeelneemster sinds Alizé Cornet op Roland Garros 2005 speelde – die was toen vijftien jaar en 121 dagen. In haar openingspartij versloeg Bellis de als twaalfde geplaatste Slowaakse Dominika Cibulková. Daarmee was zij de jongste speelster die op het US Open een partij won sinds Anna Koernikova in 1996, die 59 dagen jonger was toen zij aan het US Open deelnam, waar zij uiteindelijk tot de vierde ronde doordrong.
In 2016 won Bellis haar eerste WTA-titel, op het toernooi van Hawaï 2016 – in de finale versloeg zij het eerste reekshoofd, Zhang Shuai in twee sets.

## Posities op deWTA-ranglijst
Positie per einde seizoen:
| jaar | rang enkelspel | rang dubbelspel |
| ---- | -------------- | --------------- |
| 2014 | 257            | 846             |
| 2015 | 248            | 1279            |
| 2016 | 90             | 252             |
| 2017 | 47             | 165             |
| 2018 | 129            | 1154            |

## Palmares
| Legenda                 |
| ----------------------- |
| Grandslamtoernooi       |
| Olympische Spelen       |
| Year-End Championships  |
| Premier Mandatory       |
| Premier Five / WTA 1000 |
| Premier / WTA 500       |
| International / WTA 250 |
| Challenger / WTA 125    |

### WTA-finaleplaatsen enkelspel
| nr.              | finale     | toernooi  | ondergrond | tegenstandster | score    |         |
| ---------------- | ---------- | --------- | ---------- | -------------- | -------- | ------- |
| gewonnen finales |            |           |            |                |          |         |
| 1.               | 27-11-2016 | WTA Hawaï | hardcourt  | Zhang Shuai    | 6-4, 6-2 | details |
| verloren finales |            |           |            |                |          |         |
| geen             |            |           |            |                |          |         |

## Resultaten grote toernooien
| Legenda | Legenda                          |
| ------- | -------------------------------- |
| g.t.    | geen toernooi gehouden           |
| l.c.    | lagere categorie                 |
| –       | niet deelgenomen                 |
| G       | uitgeschakeld in de groepsfase   |
| 1R      | uitgeschakeld in de eerste ronde |
| 2R      | uitgeschakeld in de tweede ronde |
| 3R      | uitgeschakeld in de derde ronde  |
| 4R      | uitgeschakeld in de vierde ronde |
| KF      | uitgeschakeld in de kwartfinale  |
| HF      | uitgeschakeld in de halve finale |
| F       | de finale verloren               |
| W       | het toernooi gewonnen            |
| w-v     | winst/verlies-balans             |

### Enkelspel
| toernooi             | 2014 | 2015 | 2016 | 2017 | 2018 |
| -------------------- | ---- | ---- | ---- | ---- | ---- |
| grandslamtoernooien  |      |      |      |      |      |
| Australian Open      | –    | –    | –    | –    | 1R   |
| Roland Garros        | –    | –    | –    | 3R   | –    |
| Wimbledon            | –    | –    | –    | 1R   | –    |
| US Open              | 2R   | –    | 3R   | 1R   | –    |
| Premier Mandatory    |      |      |      |      |      |
| Indian Wells         | –    | –    | –    | 1R   | 2R   |
| Miami                | –    | 3R   | 1R   | –    | 1R   |
| Madrid               | –    | –    | –    | 2R   | –    |
| Peking               | –    | –    | –    | –    | –    |
| Premier Five         |      |      |      |      |      |
| Dubai/Doha           | –    | –    | –    | KF   | KF   |
| Rome                 | –    | –    | –    | 2R   | –    |
| Montreal/Toronto     | –    | –    | –    | 3R   | –    |
| Cincinnati           | –    | –    | –    | 1R   | –    |
| Tokio/Wuhan          | –    | –    | –    | 1R   | –    |
| olympisch            |      |      |      |      |      |
| Olympische Spelen    | g.t. | g.t. | –    | g.t. | g.t. |
| statistieken         |      |      |      |      |      |
| totaal aantal titels | 0    | 0    | 0    | 0    | 0    |
| eindejaarsranking    | 257  | 248  | 90   | 60   |      |

### Dubbelspel
| grandslamtoernooien  |     |      |      |
| Australian Open      | –   | –    | 1R   |
| Roland Garros        | –   | –    | –    |
| Wimbledon            | –   | KF   | –    |
| US Open              | 1R  | 1R   | –    |
| Premier Mandatory    |     |      |      |
| (nog) geen deelnames |     |      |      |
| Premier Five         |     |      |      |
| (nog) geen deelnames |     |      |      |
| olympisch            |     |      |      |
| Olympische Spelen    | –   | g.t. | g.t. |
| statistieken         |     |      |      |
| totaal aantal titels | 0   | 0    | 0    |
| eindejaarsranking    | 252 | 170  |      |